# Pedro Morenés
Pedro Morenés y Álvarez de Eulate, né le 17 septembre 1948 à Getxo, est un homme d'affaires et homme politique espagnol, proche du Parti populaire (PP).
Initialement industriel, il devient secrétaire d'État à la Défense entre 1996 et 2000, puis secrétaire d'État à la Sécurité et enfin secrétaire d'État à la Politique scientifique et technologique, en 2002. Neuf ans plus tard, après un passage par le privé à partir de 2004, il est nommé ministre de la Défense.

## Biographie

### Formation et début de carrière
Fils de Don José María de Morenés y Carvajal, 4e vicomte de Alesón et de doña Ana Sofía Álvarez de Eulate y Mac-Mahón, Pedro Morenés est né au sein de la noblesse espagnole. Il obtient une licence en droit de l'université de Navarre en 1978. Par la suite, il est diplômé en direction de l'entreprise de l'université de Deusto, en droit fiscal et en études européennes.
En 1979, il devient avocat et rejoint, cinq ans plus tard, le cabinet AMYA, spécialisé en droit de la mer, à Madrid. Il est recruté, en 1988, par les chantiers navals Astilleros Españoles, S.A., dont il dirige le département des contrats internationaux. En 1991, il est nommé directeur des services juridiques de la division de la construction navale à l'Institut national de l'industrie (INI), ainsi que secrétaire du conseil d'Astilleros Españoles, S.A.
Il est désigné, trois ans plus tard, directeur commercial de la division de la construction navale à l'INI.

### Seconde ligne du second mandat d'Aznar
Le 24 mai 1996, environ trois semaines après l'arrivée au pouvoir en Espagne du Parti populaire de José María Aznar, il est choisi comme secrétaire d'État à la Défense auprès d'Eduardo Serra Rexach. À l'issue de son mandat de quatre ans, il devient, le 5 mai 2000, secrétaire d'État à la Sécurité au ministère de l'Intérieur, sur proposition de son prédécesseur. À la suite du remaniement ministériel du 9 juillet 2002, il devient, le 3 août, secrétaire d'État à la Politique scientifique et technologique au ministère de la Science et de la Technologie.

### Retour dans le secteur privé
Avec le retour au pouvoir du Parti socialiste ouvrier espagnol aux élections générales du 14 mars 2004, il quitte la vie politique et rejoint le secteur privé. Secrétaire général du cercle des entrepreneurs entre mars 2005 et juin 2010, il est nommé président du conseil d'administration de Construcciones Navales del Norte, SL. en janvier 2009. Exactement deux ans plus tard, en janvier 2011, il devient président du conseil d'administration de MBDA Espagne et de Segur Ibérica.

### Ministre de Rajoy
Le 22 décembre 2011, Pedro Morenés est nommé ministre de la Défense dans le gouvernement de Mariano Rajoy, après le retour au pouvoir du PP. Il annonce, trois mois plus tard, une réduction du budget du ministère de l'ordre de 12 % à 14 %, conformément à la politique de rigueur mise en place par le gouvernement, cet effort ne devant toutefois pas affecter les opérations extérieures des forces armées.

### Ambassadeur aux États-Unis
Le 24 mars 2017, quelques mois après sa sortie du ministère, il est nommé ambassadeur d'Espagne aux États-Unis.

## Décorations

### Nationales
- Grand-croix de l'ordre d'Isabelle la Catholique (7 mai 2004)
- Grand-croix de l'ordre de Charles III (2021)[6]

### Étrangères
- Grand-croix de l'ordre de l'Infant Dom Henri ( Portugal, 2015)[7]